# Can Vila (Santa Pau)
Can Vila és una masia de Santa Pau (Garrotxa) inclosa a l'Inventari del Patrimoni Arquitectònic de Catalunya.

## Descripció
Can Vila és un gran casal de planta rectangular amb obertura inclinada cap a les dues façanes laterals de l'edifici; està situat en un terreny inclinat que li permet disposar de planta i un pis a la façana sud i de corts per al bestiar, planta noble i dos pisos a la façana nord. Compositivament està regida per la simetria. L'ampliació de la masia va portar a la construcció d'un petit cos lateral, a la façana oest, destinat a l'ampliació de les corts que no ha fet variar la fesomia de l'edifici. Can Vila disposa de dues façanes importants: la nord, avui arrebossada, que domina el coll de Mont, pas obligatori vers les terres d'Olot; des de la façana sud es domina part de la Vall de Santa Pau. Annexes a la casa hi ha dues grans pallisses.

## Història
Can Vila, situat a mig camí del volcà de Santa Margarida, disposa d'una vista immillorable. Va ésser bastida amb carreus molt ben escairats als angles i les obertures. Una petita finestra ens dona la primera data: "1626". Les obres de construcció es reprendran durant tot el segle xviii o així consta a una finestra -"1757"- i a la porta principal -"1793". Can Vila disposa de dues façanes importants: la nord, avui arrebossada, que domina el coll de Mont, pas obligatori vers les terres d'Olot; des de la façana sud es domina part de la Vall de Santa Pau. Annexes a la casa hi ha dues grans pallisses.